# Réserve nationale de faune de Bradwell
La réserve nationale de faune de Bradwell (anglais : Bradwell National Wildlife Area) est une réserve nationale de faune au Canada située à Blucher no 343 (en) en Saskatchewan. Cette aire protégée de 123 ha a pour mission de protéger des terres humides qui sert d'aire de nidification pour la sauvagine. Elle a été créée en 1968 et elle est administrée par le Service canadien de la faune.